# Максимин (префект претория)
Максими́н (лат. Maximínus) — государственный деятель Поздней Римской империи середины IV века, префект претория Галлии в 371 — 376 гг.

## Происхождение и начало карьеры
Максимин родился в г. Сапиана — административном центре провинции Валерии, образованной в 296 году из восточной части Паннонии. Аммиан Марцеллин называет Максимина «человеком низкого происхождения»: его род восходил к карпам — народу, разгромленному Диоклетианом и переселённому эти императором в Паннонию. Отец Максимина был мелким чиновником (табулярием) в провинциальной администрации.
Известно, что Максимин в юности получил какое-то образование и затем стал адвокатом. Видимо, в этот период он познакомился с Фестом — будущим римским историком.
Затем (до 364 года) Максимин занимал должность управляющего Корсики (praeses Corsicae), в 364 — 366 гг. — управляющего Сардинии (praeses Sardiniae), в 366 году — управляющего Тусции (corrector Tusciae). Вероятно, находясь на посту презеса Сардинии, Максимин был включён в сенатское сословие, поскольку следующая должность, в которую он вступил (corrector Tusciae), предоставлялась только сенаторам.

## Государственные должности
С конца 360-х гг. Максимин занимает должности общегосударственного значения: в 368 — 370 гг. он являлся префектом анноны (praefectus annonae), с 370 по 371 гг. — викарием города Рима (vicarius Urbis). Будучи префектом анноны, Максимин содействовал подавлению беспорядков в Риме, связанных с выборами очередного папы римского (Дамасия I) после смерти папы Либерия.
На пост викария Рима Максимин был назначен императором Валентинианом I с целью расследования дел о государственных преступлениях. В этой должности он проявил себя как крайне жестокий человек, сознательно отправлявший на пытки и казнь ни в чём не повинных людей.
В 371 г. Максимин был назначен префектом претория Галлии. Здесь им было возбуждено дело против бывшего магистра оффиций Ремигия, вследствие чего последний покончил с собой, а также о конфликте между Максимином и военным магистром Иллирика Эквицием.
Известно о шести императорских указах, адресованных Максимину как префекту претория.

## Конец жизни
В 376 г. по приказу императора Грациана Максимин был обезглавлен.

## Родственные связи
Максимин был женат, имел сына Марцеллиана, одно время занимавшего должность дукса Валерии. Шурин Максимина Валентин являлся участником заговора против командира конницы Запада Феодосия и был казнён.